# Kazunari Okayama
Kazunari Okayama (岡山 一成, Okayama Kazunari) est un footballeur japonais né à Sakai le 24 avril 1978. Il évolue au poste de défenseur.

## Palmarès
- Finaliste de la Coupe du Japon en 2001 avec le Cerezo Osaka
- Champion de J-League 2 en 2004 avec le Kawasaki Frontale
- Vainqueur de la Ligue des champions de l'AFC en 2009 avec les Pohang Steelers
- Vainqueur de la Coupe de la Ligue sud-coréenne en 2009 avec les Pohang Steelers